# BNP Paribas Primrose Bordeaux 2012
Il BNP Paribas Primrose Bordeaux 2012 è stato un torneo professionistico di tennis giocato sulla terra rossa. È stata la 5ª edizione del torneo che fa parte dell'ATP Challenger Tour nell'ambito dell'ATP Challenger Tour 2012. Si è giocato a Bordeaux in Francia dal 14 al 20 maggio 2012.

## Partecipanti

### Teste di serie
| Nazionalità | Giocatore              | Ranking* | Testa di serie |
| ----------- | ---------------------- | -------- | -------------- |
| Francia     | Jérémy Chardy          | 52       | 1              |
| Belgio      | Steve Darcis           | 63       | 2              |
| Francia     | Benoît Paire           | 67       | 3              |
| Argentina   | Leonardo Mayer         | 68       | 4              |
| Spagna      | Rubén Ramírez Hidalgo  | 73       | 5              |
| Francia     | Édouard Roger-Vasselin | 84       | 6              |
| Germania    | Björn Phau             | 85       | 7              |
| Portogallo  | Rui Machado            | 87       | 8              |

- Ranking al 7 maggio 2012.

### Altri partecipanti
Giocatori che hanno ricevuto una wild card
- Marc Gicquel
- Paul-Henri Mathieu
- Josselin Ouanna
- Florent Serra

Giocatori che hanno ricevuto uno special exempt per entrare nel tabellone principale
- Ruben Bemelmans
- Yang Tsung-hua

Giocatori passati dalle qualificazioni:
- Gastão Elias
- Tejmuraz Gabašvili
- Pierre-Hugues Herbert
- Carlos Salamanca

## Campioni

### Singolare
Martin Kližan han battuto in finale  Tejmuraz Gabašvili, 7–5, 6–3

### Doppio
Martin Kližan /  Igor Zelenay hanno battuto in finale  Olivier Charroin /  Jonathan Marray, 7–6(5), 4–6, [10–4]